# Drammenselva
La Drammenselva (« fleuve de Drammen ») est un cours d'eau du comté de Buskerud en Norvège.